# Jakub Klepiš
Jakub Klepiš, född den 5 juni 1984 i Prag i dåvarande Tjeckoslovakien, är en tjeckisk professionell ishockeyspelare som spelar för BK Mladá Boleslav.
Klepis spelade vid 17 års ålder i Portland Winter Hawks i den nordamerikanska juniorligan WHL, där han nästan snittade en poäng per match. Sedan spelade han två säsonger i Slavia Praha HC i den tjeckiska högstaligan, innan han 2004 flyttade tillbaka till Nordamerika. Där spelade han två säsonger i AHL-klubbarna Portland Pirates och Hershey Bears. Samtidigt hade NHL-klubben som draftat honom, Ottawa Senators, bytt bort hans rättigheter till Buffalo Sabres. Innan Klepis hann spela en NHL-match för Sabres så blev han återigen bortbytt, nu till Washington Capitals. 
Säsongen 2005/2006 debuterade Jakub Klepis i NHL med Washington Capitals. Det blev bara 25 matcher under den säsongen, och fyra poäng. Säsongen därpå, 2006/2007, spelade Klepis 41 matcher för Washington Capitals, och gjorde tio poäng. I slutet blev han dock nedskickad till farmarlaget Hershey Bears. Inför säsongen 2014/2015 skrev han på ett ettårskontrakt med Färjestad BK i SHL. Han spelade sammanlagt 21 matcher för klubben och noterades för 11 poäng (6+5). 20 november 2014 blev det offentligt att Färjestad valt att bryta kontraktet med Klepiš.  24 november skrev han på ett kontrakt som sträckte sig säsongen ut med HC Oceláři Třinec.

## Klubbar
- HC Slavia Prag, Moderklubb-2001, 2002-2004, 2007-2008
- Portland Winterhawks, 2001-2002
- Portland Pirates, 2004-2005
- Hershey Bears, 2005-2008
- Washington Capitals, 2005-2007
- Avangard Omsk, 2008-2010
- Salavat Julajev Ufa, 2010-2012
- OHK Dynamo Moskva, 2011-2012
- HC Lev Praha, 2012-2014
- Färjestad BK, 2014
- HC Oceláři Třinec, 2014-2015
- BK Mladá Boleslav, 2015-